# 師勝町
師勝町（しかつちょう）は、かつて愛知県西春日井郡に存在した町である。
1906年（明治39年）7月16日に西春日井郡の4つの村（訓原村、鹿田村、六ツ師村、熊之庄村）が合併し、師勝村として発足した。1961年（昭和36年）4月1日には町制施行して師勝町となった。また1963年（昭和38年）9月1日には、同郡北里村のうち薬師寺地区を編入した。名古屋市のベッドタウンであり、かつては「日本で最も人口密度の高い町」でもあった。

## 地理

### 河川
- 新川
- 五条川
- 合瀬川

## 歴史
地名の由来は、小牧・長久手の戦いにおいて、徳川家康が長老に地名を尋ねたところ「志勝村」と答えたためと言われている。しかしながら、師勝町公式ウェブサイトにその命名の由来の記載はなく、1906年に師勝村が、鹿田村、六ツ師村、訓原村、熊之庄村の新設合併で誕生していることから、それ以前に師勝村の名称は確認できない。

### 沿革
- 1906年（明治39年）7月16日 - 西春日井郡の4つの村が合併し、師勝村として発足。
- 1961年（昭和36年）4月1日 - 町制施行で師勝町となる。
- 1963年（昭和38年）9月1日 - 同郡北里村のうち薬師寺地区を編入。
- 2000年（平成12年）9月11日、12日 - 東海豪雨で大きな豪雨災害（水害）。
- 2003年（平成15年） - 師勝町、西春町など西春日井郡の7つの町による名古屋市との合併検討の話が挙がるが、松原武久名古屋市長から「7つの町でまとまれば(人口規模から西区に編入されることなく単独区となることを想定したものだと思われる)、検討する」と慎重な姿勢を見せ、名古屋市との合併を断られる。
- 2004年（平成16年）4月15日 - 師勝町・西春町合併協議会発足。
- 2005年（平成17年）2月2日 - 師勝町・西春町合併協定調印。
- 2006年（平成18年）3月20日 - 北名古屋市発足。廃止。

## 行政
- 町長 : 長瀬保（1995年9月22日 - 2006年3月19日） - 北名古屋市初代市長。

2004年（平成16年）4月15日から西春日井郡西春町との合併協議を開始した。2006年（平成18年）3月20日に西春町と合併して北名古屋市が誕生し、師勝町は廃止された。

## 財政
平成16年度（2004年度）
- 財政力指数 0.93
- 経常収支比率 87.3％
- 標準財政規模 63億2943万円
- 普通会計歳入総額 109億0603万円
  - 地方税 54億6487万円
  - 地方交付税 3億5773万円
  - 地方債 8億8740万円
- 普通会計歳出総額 104億1334万円
  - 人件費 23億3257万円 （22.4%）
  - 扶助費（生活保護費等） 16億8624万円　（16.2%）
  - 公債費（借金の返済） 5億3900万円　（5.2%）
- 人口1000人当たり職員数 6.74人 愛知県市町村平均 7.65人
  - 内訳 一般職員 289人（うち技能労務職 23人）、教育公務員 2人（消防職は一部事務組合所属のため0人） 合計 291人
- 町職員一人当たり平均給料月額 30万5200円　すべての職員手当を含まない数字
- 師勝町職員一人当たり人件費概算値 801万5708円
- ラスパイレス指数 89.7

地方債等の残高
- 1普通会計分 65億6100万円
- 2特別会計分 - ( 平成17年度の財政状況等一覧表に記載なし）
  - 国民健康保険特別会計、老人保健特別会計、介護保険特別会計
- 3関係する一部事務組合分 22億1800万円
  - ほかに北名古屋水道企業団分の債務あり
- 4第三セクター等の債務保証等に係わる債務 13億5600万円

地方債等の債務の合計 101億3500万円 （連結会計の考えに基づく　ただし特別会計分の地方債は一切含まず）
- 師勝町民一人当たりの地方債残高 23万4596円（3つの特別会計分の債務を除いた数字）
- 国民健康保険特別会計は実質収支が3億8400万円の赤字（他会計からの繰入金は1億6300万円）

## 教育

### 大学
- 名古屋芸術大学師勝キャンパス（音楽学部）
- 名古屋芸術大学短期大学部

### 中学校
- 師勝町立師勝中学校
- 師勝町立訓原中学校
- 師勝町立熊野中学校

### 小学校
- 師勝町立師勝小学校
- 師勝町立師勝西小学校
- 師勝町立師勝東小学校
- 師勝町立師勝北小学校
- 師勝町立師勝南小学校

## 交通

### 鉄道
名古屋鉄道（名鉄）犬山線西春駅の一部が町内にまたがっていた（所在地は西春町）。

## 娯楽
- 西春劇場 - 映画館[1]。

## 名所・旧跡・観光スポット
- 師勝町歴史民俗資料館
- 師勝町図書館
- 高田寺本堂（国の重要文化財）
- 旧加藤家住宅（登録有形文化財）
- コッツ山公園